# Pyrrosia polydactylos
Espèce
Pyrrosia polydactylos est une espèce de fougère épiphyte de la famille des Polypodiaceae. 

## Description
Les feuilles de cette  de fougère épiphyte peuvent atteindre à maturité 45 cm de long et 25 cm de diamètre à l'extrémité divisée en cinq doigts,.. 

## Habitat et répartition
Sensible au froid, elle est présente dans les régions chaudes en Asie, en Chine et à Taïwan.

## Systématique
Le nom correct complet (avec auteur) de ce taxon est Pyrrosia polydactylos (Hance) Ching.
L'espèce a été initialement classée dans le genre Polypodium sous le basionyme Polypodium polydactylon Hance.
Pyrrosia polydactylos a pour synonymes :
- Cyclophorus polydactylos (Hance) C.Chr.
- Cyclophorus polydactylus (Hance) C.Chr.
- Niphobolus polydactylon (Hance) Giesenh.
- Niphobolus polydactylon (Hance) Giesenh. ex Diels
- Niphobolus polydactylos (Hance) Giesenh.
- Niphobolus polydactylos (Hance) Giesenh. ex Diels
- Polypodium polydactylon Hance
- Pyrrosia polydactyla (Hance) Ching
- Pyrrosia ×pseudopolydactylis Seriz.